# Johan Kraag
Johannes Samuel Petrus „Johan” Kraag (ur. 29 lipca 1913, zm. 24 maja 1996) – surinamski polityk, prezydent Surinamu w latach 1990–1991.
Należał do Narodowej Partii Surinamu. Od 1958 do 1963 przewodniczył legislaturze kolonialnego wówczas Surinamu. W latach 60. sprawował funkcje ministerialne: od 1963 do 1967 był ministrem spraw społecznych, a od 1967 do 1969 ministrem pracy i spraw społecznych. Należał do umiarkowanego skrzydła partii, które w 1975 przeciwstawiła się niepodległościowym tendencjom premiera Hencka Arrona.
W grudniu 1990 został eksdyktator Dési Bouterse przeprowadził zamach stanu, obalając Ramsewaka Shankara (tzw. telefoniczny zamach stanu). Johan Kraag został wybrany na tymczasowego prezydenta początkowo przez wojsko, a później wybór ten potwierdziło Zgromadzenie Narodowe. Wiceprezydentem u jego boku został od stycznia 1991 Jules Wijdenbosch. W marcu 1991 uczestniczył w podpisaniu rozejmu między partyzantką ELS a rządem. Faktyczną władzę sprawował za jego kadencji Bouterse, jednak nacisk opinii międzynarodowej przymusił go do zorganizowania wyborów parlamentarnych w maju 1991, a następnie wyborów prezydenckich w lipcu 1991. W tym ostatnim głosowaniu zwyciężył Ronald Venetiaan, któremu to Kraag przekazał władzę. Po zakończeniu kadencji pozostał aktywnym politykiem Narodowej Partii Surinamu.
Zmarł 24 maja 1996. Jego córka Lygia Kraag-Keteldijk pełniła funkcję ministra spraw zagranicznych Surinamu.